# 녹스 매닝

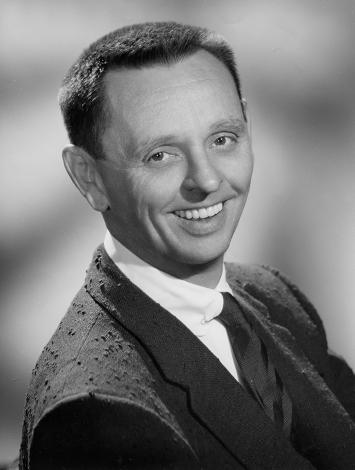

녹스 매닝(Knox Manning, 1904년 1월 17일 ~ 1980년 8월 26일)은 미국의 배우이다.
우스터에서 태어났으며 우들랜드힐스에서 사망하였다.

## 영화
- 아톰 맨 대 슈퍼맨 (1950년)
- 히틀러는 살아있다 (1945년)
- 업 인 암스 (1944년)
- 팬텀 (1943년) - 나레이터 역
- 배트맨 (1943년)
- 리비아 상륙작전 (1942년)
- 톰 딕 앤 해리 (1941년) - 라디오 아나운서 역
- 존 도우를 찾아서 (1941년)